# Soo Beng Kiang
Soo Beng Kiang (* 19. März 1968) ist ein ehemaliger malaysischer Badmintonspieler.

## Karriere
Soo Beng Kiang nahm 1992 und 1996 an Olympia teil. Während er bei seiner ersten Teilnahme nur 17. im Doppel wurde, schaffte er es 1996 bis ins Halbfinale des Doppels gemeinsam mit Tan Kim Her. Das Spiel um Platz 3 verloren sie jedoch. Des Weiteren gewann Soo Beng Kiang unter anderem die Swedish Open, US Open, Canada Open, Malaysia Open, Chinese Taipei Open und den Weltcup 1992.

## Erfolge
| Saison | Veranstaltung       | Disziplin    | Platz | Name                            |
| ------ | ------------------- | ------------ | ----- | ------------------------------- |
| 1989   | Südostasienspiele   | Herrendoppel | 3     | Soo Beng Kiang / Rahman Sidek   |
| 1989   | Südostasienspiele   | Herrendoppel | 2     | Soo Beng Kiang / Rahman Sidek   |
| 1991   | Südostasienspiele   | Herrendoppel | 3     | Cheah Soon Kit / Soo Beng Kiang |
| 1991   | Swedish Open        | Herrendoppel | 1     | Cheah Soon Kit / Soo Beng Kiang |
| 1991   | Südostasienspiele   | Mixed        | 3     | Soo Beng Kiang / Tan Lee Wai    |
| 1991   | Thailand Open       | Herrendoppel | 2     | Cheah Soon Kit / Soo Beng Kiang |
| 1992   | Olympia             | Herrendoppel | 17    | Soo Beng Kiang / Cheah Soon Kit |
| 1992   | Canada Open         | Herrendoppel | 1     | Cheah Soon Kit / Soo Beng Kiang |
| 1992   | US Open             | Herrendoppel | 1     | Cheah Soon Kit / Soo Beng Kiang |
| 1992   | Malaysia Open       | Herrendoppel | 1     | Cheah Soon Kit / Soo Beng Kiang |
| 1992   | Chinese Taipei Open | Herrendoppel | 1     | Cheah Soon Kit / Soo Beng Kiang |
| 1992   | Weltcup             | Herrendoppel | 1     | Cheah Soon Kit / Soo Beng Kiang |
| 1993   | Weltmeisterschaft   | Herrendoppel | 2     | Cheah Soon Kit / Soo Beng Kiang |
| 1993   | Dutch Open          | Herrendoppel | 1     | Cheah Soon Kit / Soo Beng Kiang |
| 1993   | Südostasienspiele   | Herrendoppel | 1     | Cheah Soon Kit / Soo Beng Kiang |
| 1993   | Chinese Taipei Open | Herrendoppel | 1     | Cheah Soon Kit / Soo Beng Kiang |
| 1994   | Weltcup             | Herrendoppel | 1     | Cheah Soon Kit / Soo Beng Kiang |
| 1994   | Asienspiele         | Herrendoppel | 2     | Cheah Soon Kit / Soo Beng Kiang |
| 1996   | Olympia             | Herrendoppel | 4     | Soo Beng Kiang / Tan Kim Her    |